# Max Moser (Politiker)
Max Moser (* 1810; † 29. Mai 1856) war ein deutscher Politiker. 
Er lebte in Beilngries  und wirkte dort als Kaufmann sowie Bürgermeister.
Von 1855 bis zu seinem Tod 1856 war Mitglied in der Bayerischen Abgeordnetenkammer (17. Landtag bzw. 9. Wahlperiode). Nach seinem Tod rückte Johann Baptist Fuchs, Stadtpfarrer in Spalt, nach.